# روجر مايويذر
روجر مايويذر (بالإنجليزية: Roger Mayweather)‏ (24 أبريل 1961 - 17 مارس 2020) هو ملاكم أمريكي سابق.

## إحصائيات
خاض خلال مسيرته 72 نزالاً، فاز في 59 ولم يتعادل وخسر في 13. فاز بالضربة القاضية في 35 نزالاً.

## وفاته
توفي مايويذر في 17 مارس 2020 في لاس فيغاس، نيفادا عن عمر ناهز 58 عامًا، بعد سنوات من تدهور حالته الصحية.

## روابط خارجية
- روجر مايويذر على موقع بوكس ريك (الإنجليزية) (registration required)